# باكلوفين
باكلوفين (Baclofen) (الاسم التجاري الاصلي Lioresal، هو من الأدوية المتاحة على نطاق واسع) هو دواء مرخ للعضلات، يعمل على الجهاز العصبي المركزي، ويشمل العمود الفقري. يخفف من التشنجات، تقلصات وارتخاء العضلات الناتجة عن امراض مثل التصلب المتعدد (MyltipleSclerosis) واصابة العمود الفقري. يستخدم أيضا، لعلاج التشنجات الناتجة عن اصابة في الدماغ، شلل دماغي (Cerebral Palsy) أو الجلطة الدماغية (Stroke).
بالرغم من ان هذا الدواء لا يعالج هذه الامراض، الا انه يزيد من القدرة على الحركة، ويمكن من منح علاجات أخرى مثل العلاج الطبيعي (Physiotherapy).
الاحتمالات ان يتسبب الدواء بضعف في العضلات، اقل منها لدى أدوية مماثلة، والآثار الجانبية مثل الدوار والسبات هي اثار مؤقتة. قد يسبب الباكلوفين عند المسنين تشويشا وهلوسات.

## الاستعمال الطبي
- الشكل الصيدلاني: اقراص.

### التشنج
يستخدم باكلوفين في المقام الأول لعلاج إضرابات الحركة التشنجية، خصوصا في حالات إصابات النخاع الشوكي، الشلل الدماغي، والتصلب المتعدد. لا ينصح باستخدامه في الأشخاص الذين يعانون من السكتة الدماغية أو مرض باركنسون.

### الإدمان
اعتبارا من 2013 لا ينصح بباكلوفين كعلاج من متلازمة انسحاب الكحول على الرغم من الأدلة الواعدة. ربما، مع ذلك، يثبت أنه علاج لإدمان الكحول

## الجرعة
- 3 مرات في اليوم مع الاكل أو الحليب.
- الكبار: 15 مليغرام في اليوم (جرعة اولية) لمدة 3 أيام. يمكن زيادة الجرعة ب- 5 مليغرام كل 3 أيام حسب الحاجة. الجرعة القصوى 100 مليغرام في اليوم.

### بداية الفعالية
قد يحدث تاثير معين بعد 2 - 3 ساعات. ولكن قد تمر بضعة اسابيع لملاحظة التاثير الإيجابي الكامل.
مدة الفعالية:  حتى 8 ساعات.

### وقف الدواء
لا يجب التوقف عن الدواء دون استشارة الطبيب، الذي يقوم بمراقبة خفض تدريجي في تناول الجرعة. قد يسبب توقف مفاجئ هلوسات وتشنجات.

### جرعة زائدة
من المفروض ان أخذ جرعة زائدة سهوا لا يسبب مشاكل خاصة. قد تسبب جرعات زائدة كبيرة شعورا بالضعف، قيئا، وسباتا عميقا، يجب اعلام الطبيب.

### التخزين والحفظ
يحفظ بعبوة محكمة الاغلاق في مكان بارد وجاف، بعيدا عن متناول الأطفال.

## نسيان الجرعة
يجب أخذ الجرعة حال تذكرها. إذا توجب أخذ الجرعة التالية خلال ساعتين، فيجب أخذ جرعة الآن وتجاوز الجرعة التالية.

## تحذيرات
- أثناء الحمل: لم يتحدد امان استخدام الدواء خلال الحمل. لا توجد معلومات كافية، فيما يتعلق بامان الدواء لدى الإنسان. يسبب الباكلوفين عن طريق الفم تشوهات، فقط عند جزء من حيوانات المختبر. يجب اخذه في فترة الحمل، فقط في الاحوال التي لا بد منها. من المفضل استشارة الطبيب (C).
- الرضاعة: ينتقل الدواء إلى حليب الام، الا انه عند تناول الجرعات العادية فمن غير المفروض ان تكون هناك تاثيرات سلبيه على الأطفال
- الأطفال والرضع: يجب تقليل وملائمة الجرعة حسب الجيل والوزن.
- كبار السن: احتمال كبير لظهور اثار جانبيه. من المحتمل ان تكون هنالك حاجه لتقليل الجرعة المعطاة.
- السياقة: يجب الامتناع عن السياقة حتى تتضح ماهية تاثير الدواء، حيث من الممكن ان يسبب ضبابية (طمس).
- العملية الجراحية والتخدير: يجب ابلاغ الطبيب الجراح أو الطبيب المخدر عن استعمال هذا الدواء.

## تأثيرات جانبية
- دوخة.
- غيبوبة.
- غثيان.
- إمساك
- صداع.
- ضعف العضلات.
- تعب.
- نسيان/ارتباك.[8]

## وصلات خارجية
اقرأ المزيد في موقع:
- ويب طب - باكلوفين - http://www.webteb.com/drug/50/باكلوفين#ixzz3aPb57IXX
- U.S. National Library of Medicine: Drug Information Portal - Baclofen